# Roannes-Saint-Mary

Roannes-Saint-Mary este o comună în departamentul Cantal, Franța. În 2009 avea o populație de 995 de locuitori.